# Верещаки (Брянская область)
Верещаки — село в Новозыбковском районе Брянской области, административный центр Верещакского сельского поселения.
Расположено в 28 км к северо-западу от Новозыбкова, на правом берегу реки Вихолки.
Село известно за счет народных песен, некоторые из них вошли в репертуар Государственного академического русского народного хора им. М. Е. Пятницкого. Существует фольклорно-этнографический коллектив «Карагод» — многократный лауреат областных, республиканских конкурсов.

## История
Возникло предположительно во второй половине XVII века; впервые упоминается в 1700 году. В XVIII веке — владение Киево-Печерской лавры, в составе Бобовицкой волости (на территории Новоместской сотни Стародубского полка). Приход церкви Рождества Христова с 1721 до 1937 (деревянная, не сохранилась); с конца XIX века работала земская школа. С 1782 по 1921 — в Суражском уезде (с 1861 — центр Верещакской волости); в 1921—1929 — в Клинцовском уезде (до 1923 — волостной центр, затем в Ущерпской волости), с 1929 — в Новозыбковском районе. До начала XX века было известно производством пеньки и другими промыслами. В середине XX века — колхоз имени Будённого. Максимальное число жителей 2770 человек (1901).
Считается, что название села связано с характером окружающей местности: земля, на которой возникло село, была покрыта вереском. .